# Villeneuve-Tolosane
 Villeneuve-Tolosane  es una población y comuna francesa, en la región de Mediodía-Pirineos, departamento de Alto Garona, en el distrito de Toulouse y cantón de Tournefeuille.

## Galería (iglesia)

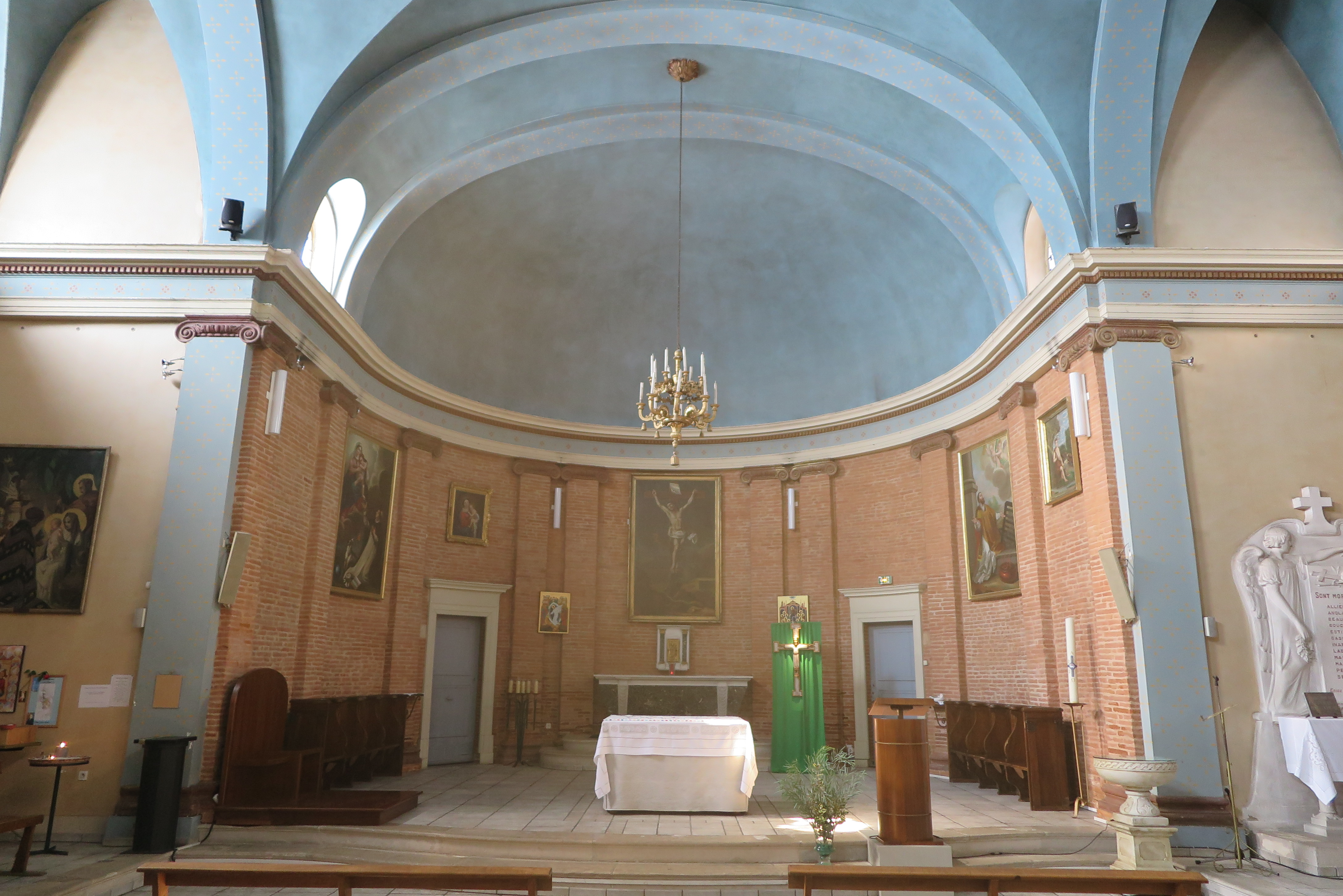
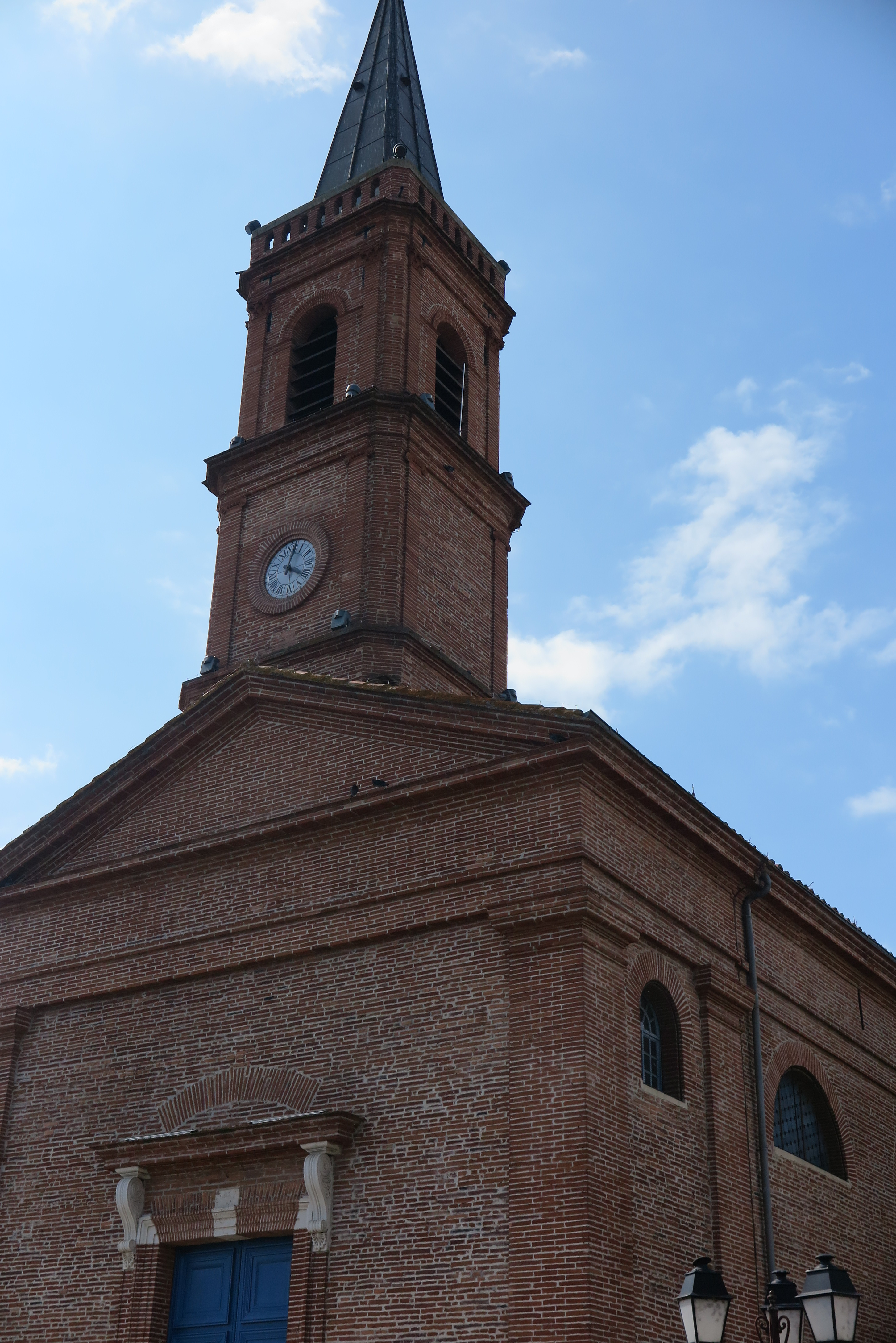
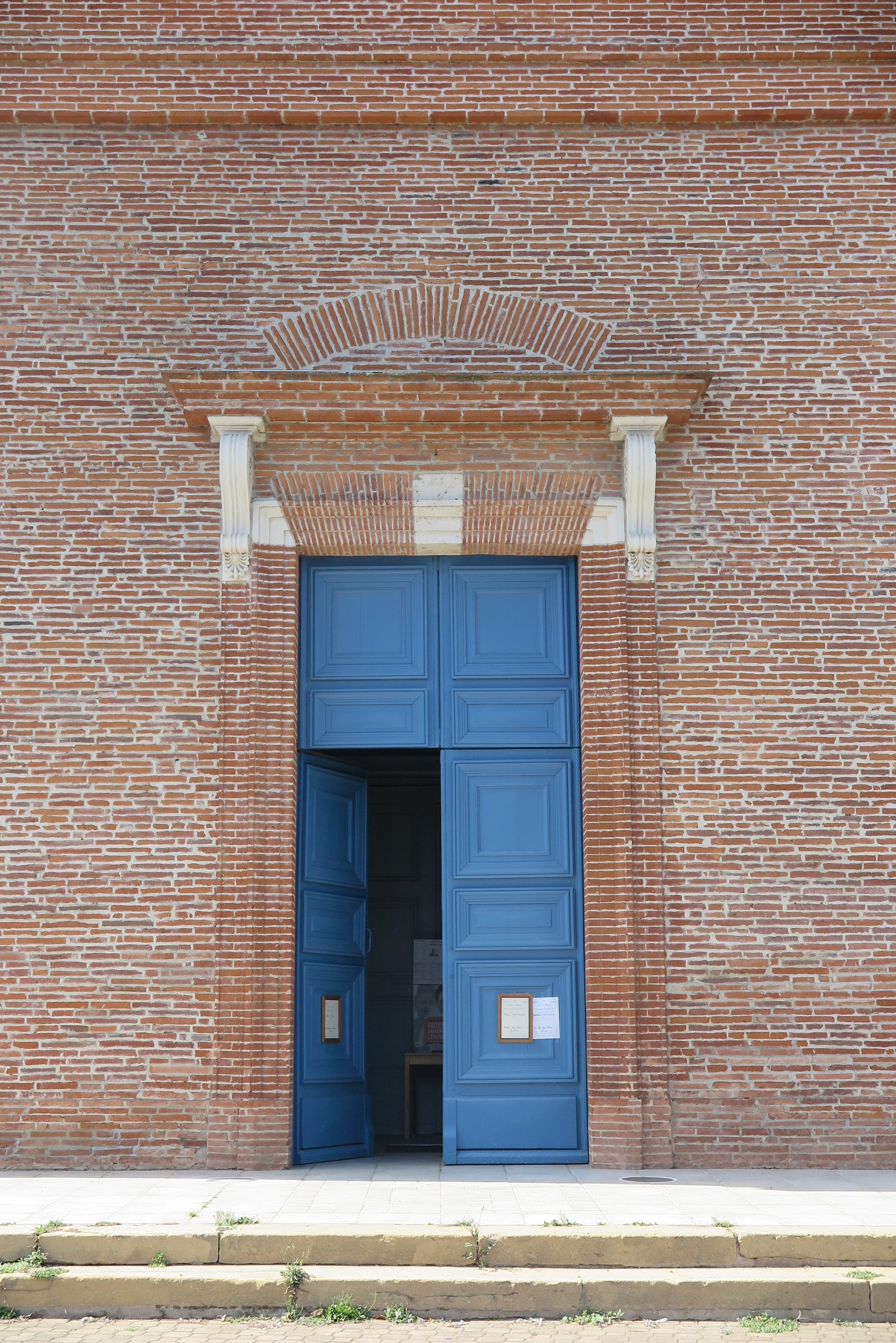
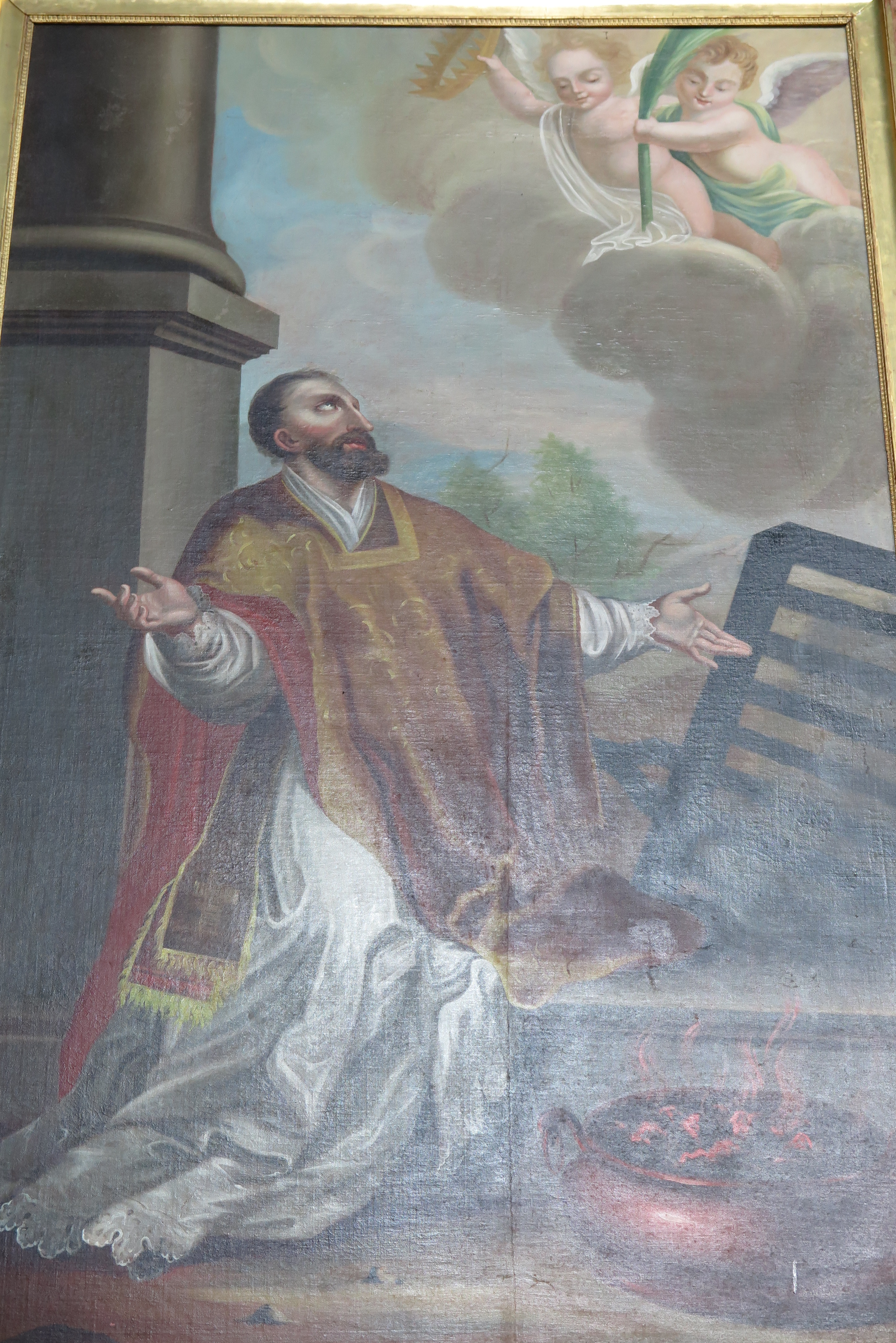

## Demografía
| 976 | 2486 | 5159 | 6438 | 7559 | 8252 |
| Para los censos de 1962 a 1999 la población legal corresponde a la población sin duplicidades (Fuente: INSEE [Consultar]) |      |      |      |      |      |